# Petar Fajfrić
Petar Fajfrić, jugoslovanski (srbski; srbsko Петар Фајфрић) rokometaš, * 15. februar 1942, Berkasovo, † 11. marec 2021, Šabac.
Leta 1972 je na poletnih olimpijskih igrah v Münchnu v sestavi jugoslovanske rokometne reprezentance osvojil zlato olimpijsko medaljo.